# Hemorragia subaracnoidea
Uma hemorragia subaracnoidea (português brasileiro) ou hemorragia subaracnoide (português europeu) é o sangramento no espaço subaracnóideo - área entre a membrana aracnoide e o pia-máter que envolve o cérebro. Isto pode ocorrer espontaneamente, geralmente a partir de ruptura de um aneurisma cerebral, ou pode resultar de uma lesão na cabeça.